# Ilie Lupu (colonel)

Colonelul Ilie Lupu

Ilie Lupu (n. 5 noiembrie 1958, comuna Titești, județul Vîlcea) este un colonel român - primul militar român medaliat cu "Medalia NATO". A îndeplinit funcția de comandant al Centrului Militar Județean Gorj și al Garnizoanei Tîrgu Jiu între 2007 și 2008, iar din anul 2011 este comandantul Centrului Militar Zonal - Dolj.

## Biografie
Ilie Lupu s-a născut la data de 5 noiembrie 1958 în comuna Titești (județul Vîlcea). După absolvirea Liceului Teoretic „Nicolae Bălcescu” din Rîmnicu Vîlcea în 1977, a urmat cursurile Școlii Militare de Ofițeri Activi de Geniu, construcții și căi ferate. Și-a completat studiile militare urmând, între 1986-1988 cursurile Facultății de arme, specialitatea geniu, din Academia Militară.
A continuat apoi pregătirea militară,urmând numeroase cursuri cu profil de geniu, cursul de Management al Instruirii Trupelor (2000) și cursul de Management în domeniul Resurselor Umane. În anul 2000 a absolvit Facultatea de Educație Fizică și Sport din cadrul Universității din Craiova.
În cursul carierei sale militare, a parcurs toate treptele ierarhiei profesionale, de la comandant de pluton până la comandant de regiment de geniu. A îndeplinit funcții de răspundere în Comandamentul Armatei a 3-a de la Craiova: ofițer 1 în Secția Geniu; a fost șef al armei Geniu în cadrul Brigăzii de Artilerie de la Dr.Tr.Severin si al Centrului de Radiolocație de la Craiova. În anul 1996 este încadrat comandant al plutonului Cercetare, Laminare și Deminare odată cu înființrea "Batalionului 96 Geniu Dr.Joseph Kruzel", batalion ce a fost dizlocat sub egida NATO să desfășoare misiuni de menținere a păcii pe teritoriul Bosniei-Herțegovina.A participat cu Batalionului 96 Geniu Dr.Joseph Kruzel, la doua misiuni in teatrele de operații(IFOR 1996,SFOR 1997). În 1999, odată cu înființarea în fiecare județ al țării a Birourilor Informare-Recrutare, devine primul șef al unei astfel de structuri în județul Dolj.
În ianuarie 2007, colonelul Lupu este numit Comandant al Centrului Militar Județean Gorj și al Garnizoanei Tîrgu Jiu. 
Începînd din data de 14 ianuarie 2008 a îndeplinit funcția de Șef al Secției Mobilizare din Statul Major General, până la data de 23 noiembrie 2009, când a fost numit Șef al Serviciului Recrutare și Selecție din Statul Major General.
Începând cu data de 11 aprilie 2011, colonelul Ilie Lupu îndeplinește funcția de comandant al Centrului Militar Zonal - Dolj.
Este primul ofițer român care a participat si o fost medaliat cu medalia NATO la o misiune militară sub egida Alianței Nord-Atlantice.
Colonelul Ilie Lupu este căsătorit și are un fiu, ofițer.

## Distincții
Pentru merite deosebite în activitatea profesională, colonelul Ilie Lupu a primit următoarele distincții:
- Ordinul Național „Virtutea Militara” în grad de Cavaler;
- Ordinul Național „Pentru Merit” în grad de Cavaler;
- NATO MEDAL - "Operations in the Balkans";
- Emblema "Onoarea Armatei Romaniei";
- Emblema de Onoare a Armatei Romaniei;
- Emblema de Onoare a Statului Major General;
- Emblema de Onoare a Comunicatiilor si Informaticii;
- Emblema de Merit "În Serviciul Armatei României" clasele III,II si I;
- Medalia de Merit "În slujba Păcii" - clasa a III-a;
- Medalia de Merit "În slujba Păcii" - clasa a II-a.